# Ketazolam
Il Ketazolam è una molecola derivata dalla famiglia delle benzodiazepine.
Viene utilizzata come ansiolitico, anticonvulsivante, sedativo, rilassante muscolare.
È in particolar modo utilizzato come per il trattamento dell'ansia ed ha un'azione paragonabile a quella del diazepam.